# Vicino al fiume
Vicino al fiume è un film del 2004 diretto da Carlo Marcucci.